# Eldon Hay
Pour les articles homonymes, voir Hay.
Eldon Hay, C.M., est un pasteur et un professeur canadien, originaire de Sackville, au Nouveau-Brunswick. Il est pasteur de l'Église unie du Canada et professeur de religion à l'Université Mount Allison. Il est le premier président de PFLAG Canada, un groupe de soutien des parents, familles et amis de personnes gaies, lesbiennes et bisexuelles. Il est fait membre de l'ordre du Canada en 2004.